# Jacquemontia revoluta
Jacquemontia revoluta är en vindeväxtart som beskrevs av R. Simao-bianchini. Jacquemontia revoluta ingår i släktet Jacquemontia och familjen vindeväxter. Inga underarter finns listade i Catalogue of Life.